# Auburn (Georgie)
Auburn je město v Barrow County a v Gwinnett County v Georgii ve Spojených státech amerických. V roce 2011 žilo ve městě 6932 obyvatel.

## Demografie
Podle sčítání lidí v roce 2000 žilo ve městě obyvatel 6904 obyvatel, 2260 domácností a 1846 rodin. V roce 2011 žilo ve městě 3521 mužů (50,9%), a 3402 žen (49,1%). Průměrný věk obyvatele je 33 let.